# Ходжинешть
Ходжинешть (рум. Hoginești, Годжинешты) — село в Каларашском районе Молдавии. Относится к сёлам, не образующим коммуну.

## География
Село расположено на высоте 114 метров над уровнем моря.

## Население
По данным переписи населения 2004 года, в селе Ходжинешть проживает 1830 человек (893 мужчины, 937 женщин).
Этнический состав села:
| Национальность | Число жителей | Процентный состав |
| -------------- | ------------- | ----------------- |
| молдаване      | 1810          | 98.91             |
| украинцы       | 11            | 0.6               |
| русские        | 5             | 0.27              |
| румыны         | 4             | 0.22              |
| Всего          | 1830          | 100%              |